# Baco (Filippine)
Baco è una municipalità di quarta classe delle Filippine, situata nella provincia di Mindoro Orientale, nella regione Mimaropa.
Baco è formata da 27 barangay:
- Alag
- Bangkatan
- Baras (Mangyan Minority)
- Bayanan
- Burbuli
- Catwiran I
- Catwiran II
- Dulangan I
- Dulangan II
- Lantuyang (Mangyan Minority)
- Lumang Bayan
- Malapad
- Mangangan I
- Mangangan II

- Mayabig
- Pambisan
- Poblacion
- Pulang-Tubig
- Putican-Cabulo
- San Andres
- San Ignacio (Dulangan III)
- Santa Cruz
- Santa Rosa I
- Santa Rosa II
- Tabon-tabon
- Tagumpay
- Water